# Mimas immaculata
Mimas immaculata är en fjärilsart som beskrevs av Max Bartel 1900. Mimas immaculata ingår i släktet Mimas och familjen svärmare. Inga underarter finns listade i Catalogue of Life.